# Ampulex insularis
Ampulex insularis är en  stekelart som beskrevs av Frederick Smith 1858.
Ampulex insularis ingår i släktet Ampulex och familjen Ampulicidae. Inga underarter finns listade i Catalogue of Life.